# Зорич, Белла Борисовна
Белла Зорич (настоящее имя Изабелла Борисовна Зорич; 1891—1959) — советский драматург и сценарист.

## Биография
Окончила медицинский факультет МГУ.
Как сценарист с 1925 года работала с киностудиями Межрабпом-Русь, «Мосфильм», «Союзкино» и «Ленфильм». Наиболее известен фильм Бориса Барнета «Дом на Трубной», по мнению специалистов, однако, отошедший в своей сути далеко от сценарных задач.
В 1934 году в переработке Зорич была поставлена комедия Кальдерона «Сам у себя под стражей», шедшая в Центральном театре юного зрителя в Москве вплоть до начала Великой Отечественной войны.

## Фильмография
- 1928 — Дом на Трубной[5][6]
- 1930 — Неизвестное лицо[7]
- 1932 — Изящная жизнь[8]
- 1934 — Флаг стадиона[9]